# Publi Acili Attià
Publi Acili Attià (en llatí Publius Acilius Attianus) va ser un cavaller romà que va viure en temps dels emperadors Trajà i Hadrià.

## Biografia
Va néixer a Itàlica, a la Hispània Bètica, que també era el lloc de naixement de Publi Aeli Hadrià Afer, pare de l'emperador Hadrià. Quan Afer va morir al voltant de l'any 86, Publi Acili Attià i el futur emperador Trajà (també nascut a Itàlica) es van convertir en tutors d'Hadrià que llavors tenia deu anys. No se'n sap res dels inicis de la carrera pública d'Attià, però cap al final del regnat de Trajà va ser prefecte del pretori amb Servi Sulpici Similis. Mentre Similis es quedava a Roma, Attià va acompanyar l'Emperador a la campanya de l'est.

### La successió a l'imperi
Es va dir que poc abans de la seva mort, Trajà havia escrit una carta nomenant Hadrià, el seu fill adoptat com a successor. Hi va haver sospites, perquè la còpia de la carta que va arribar a Roma portava la signatura de Pompeia Plotina, esposa de Trajà. Es rumorejava que Attià i l'emperadriu Plotina havien estat amants, i tots dos eren molt amics d'Hadrià, compatrici seu. A més, tots dos van ser presents al llit de mort de Trajà a Selinos a Cilícia l'agost de l'any 117. Es deia també que Plotina i Attià van consolidar Hadrià com a successor de Trajà, potser en contra de la voluntat de l'emperador mort. Però podria ser simplement que Trajà s'hagués trobat molt dèbil i la seva dona hauria signat la carta. Juntament amb Plotina i Salònia Matídia, la germana de Trajà, Attià va acompanyar el cos de l'emperador mort, a Selèucia del Tigris i les seves cendres a Roma.

### Durant el regnat d'Hadrià
A principis del regnat d'Hadrià, Attià va aconsellar l'emperador que busques l'amistat dels diversos opositors i sembla que va ser responsable de l'assassinat dels "quatre consulars" que van ajudar Hadrià a consolidar-se. Però el nou emperador va treure'l del càrrec de prefecte del pretori l'any 119. Attià va rebre un rang senatorial i els ornaments i distincions de cònsol, però més tard va caure en desgràcia.

## Nota
1. ↑  El Dictionary of Greek and Roman Biography and Mythology l'anomena Caelius Attianus (Celi Attià).